# Биктимирово (Башкортостан)
Биктимирово (баш. Биктимер) — деревня в Краснокамском районе Республики Башкортостан Российской Федерации. Входит в состав Никольского сельсовета.

## География

### Географическое положение
Расстояние до:
- районного центра (Николо-Берёзовка): 32 км,
- ближайшей ж/д станции (Карманово): 16 км.

## Население
| 2002 | 2009 | 2010 |
| ---- | ---- | ---- |
| 15   | ↗17  | ↘6   |

Национальный состав
Согласно переписи 2002 года, преобладающая национальность — марийцы (93 %).